# Valentin de Bournonville
Pour les articles homonymes, voir Bournonville (homonymie).
Valentin de Bournonville est un compositeur et maître de musique français actif au milieu du XVIIe siècle, né vers 1610 et mort à Paris vers décembre 1663.

## Biographie

### Amiens
Il est le fils de Jean de Bournonville, et formé par son père dans la maîtrise de la cathédrale Notre-Dame d’Amiens. Il est prêtre. En 1634 il reprend le poste de maître des enfants de la cathédrale, à la suite d’Artus Aux-Cousteaux, qui lui-même avait succédé à Jean de Bournonville. En 1643 un acte du 23 juillet le montre déposer son aumusse sur le bureau du chapitre en signe d’obédience, comme les autres vicaires et chapelains vicariaux de la cathédrale. En 1646, lorsqu’il publie deux messes chez Robert III Ballard, il est dit chanoine de l’église Saint-Firmin d’Amiens et maître des enfants de l’église cathédrale de cette ville. Il fut aussi doté de la chapelle vicariale de Saint-Quentin.

### Paris
Valentin de Bournonville part ensuite à Paris, étant nommé le 27 août 1646 maître de musique de la cathédrale Notre-Dame de Paris, jusqu’au 20 mars 1653, succédant ici à François Cosset. Le 14 avril 1651, le chapitre lui avait rappelé que les jours de grande fête, seuls un psaume et le magnificat devaient être chantés en musique, et le reste en plain-chant seulement. Le 21 septembre 1651 il avait été invité par Pierre Robert, alors maître de musique de la cathédrale Notre-Dame de Chartres, à y chanter. Le 15 avril 1652, il est réprimandé lors de la séance capitulaire pour ne pas montrer assez de sévérité envers les enfants de chœur et n’obtenir que des progrès insuffisants. En 1653, le chapitre lui accorde un bénéfice de l'église Saint-Jean-le-Rond. 

### Chartres
Il succède à Pierre Robert comme maître de musique à la cathédrale de Chartres jusqu'en 1662. Il est parfois sollicité au même titre que Pierre Robert pour attester de la bonne qualité des ouvrages de plain-chant de Guillaume-Gabriel Nivers, cette double approbation étant donnée le 14 décembre 1657. Il signe également l’approbation du Directorium chori de Martin Sonnet en 1656.

### Paris
Il réapparaît à Notre-Dame de Paris d’octobre 1663 au 1er décembre suivant, date à laquelle il est remplacé, peut-être en raison de son décès ?

### Postérité
Il est encore cité par Annibal Gantez, en 1643 : comme un [Jean de] Bournonville qui est mort maistre de la Saincte Chapelle, et qui a laissé son fils aussi vertueux que luy maistre de l'Église d’Amiens.

## Œuvres
- Missa quatuor vocum ad imitationem moduli Salve regina. - Paris : Robert III Ballard, 1646. 2°, 14 f. Manque au RISM, Guillo 2003 no 1646-B.

Édition moderne par Erich Schwandt : Victoria (B.C.), Éditions Jeu, 1981 (Valentin de Bournonville, Complete works).
- Missa quatuor vocum ad imitationem Videant amici. - Paris, Robert III Ballard, [1646]. 2°, 14 f. Manque au RISM, Guillo 2003 no 1646-C.

Le seul exemplaire connu est incomplet du début. Édition moderne par Erich Schwandt : Victoria (B.C.), Éditions Jeu, 1981 (Valentin de Bournonville, Complete works).